# Groß Molzahn
Groß Molzahn är en kommun och ort i Landkreis Nordwestmecklenburg i förbundslandet Mecklenburg-Vorpommern i Tyskland.
Kommunen ingår i kommunalförbundet Amt Rehna tillsammans med kommunerna Carlow, Dechow, Holdorf, Königsfeld, Rehna, Rieps, Schlagsdorf, Thandorf, Utecht och Wedendorfersee.